# Широка Балка (селище)
Широ́ка Ба́лка — селище Горлівської міської громади Горлівського району Донецької області України. Населення становить 477 осіб.

## Географія
Відстань до райцентру становить близько 11 км і проходить автошляхом місцевого значення.
Сусідні населені пункти: на північному заході — Залізне; на півночі — Південне; північному сході, сході — місто Горлівка; заході — Нью-Йорк; сході — Новоселівка; південному заході — Новоселівка, Троїцьке, Верхньоторецьке; південному сході — Озерянівка, Михайлівка, П'ятихатки; півдні — Ставки.

## Населення
За даними перепису 2001 року населення селища становило 477 осіб, із них 71,28 % зазначили рідною мову українську, 28,51 % — російську, 0,21 % — білоруську.